# یه‌بین
بک یه بین (کره‌ای: 백예빈؛ زادهٔ ۱۳ ژوئیه ۱۹۹۷) که بیشتر با نام یه‌بین (예빈) شناخته می‌شود، خواننده، ترانه‌پرداز و آهنگساز اهل کره جنوبی است. او بیشتر به عنوان عضو گروه دخترانه دیا شناخته می‌شود.

## اوایل زندگی و تحصیلات
بک یه بین زاده ۱۳ ژوئیه ۱۹۹۷ در چون‌چون، استان گانگ‌وون، کره جنوبی است. خانواده او متشکل از پدر و مادر و یک برادر کوچکتر به نام بک جین وو است.